# Итикон-ам-Зе
Итикон-ам-Зе (нем. Uetikon am See) — коммуна в Швейцарии, в кантоне Цюрих.
Входит в состав округа Майлен. Население составляет 5561 человек (на 31 декабря 2007 года). Официальный код — 0159.